# Podobica
Podobica, z narečnim izrazom pildek (kot pomanjševalnica nemške besede Bild – slika, podoba), je v krščanski tradiciji sveta kartica ali molitvena kartica majhne, pobožne slike za uporabo vernikom, ki običajno prikazuje verski prizor ali svetnika v podobi, veliki približno kot igralna karta. Na hrbtni strani je običajno molitev, nekatere od njih pa obljubljajo odpustek za njeno recitacijo.
Kroženje teh kartic je pomemben del vizualne ljudske kulture rimokatoličanov, v sodobnem času pa so molitvene kartice postale priljubljene tudi med pravoslavnimi in protestantskimi kristjani, čeprav so pri slednjih poudarjene svetopisemske teme. V navadi je tudi izdajanje spominskih podobic, ki izidejo priložnostno ob pomembnih dogodkih, kot so:
- duhovniško ali škofovsko posvečenje
- vstop v samostan ali redovne zaobljube
- zgraditev, blagoslovitev, posvetitev ali obnova svetišča ali znamenja
- okrogle obletnice zgornjega
- okrogle obletnice ustanovitve ali prve omembe župnije ali samostana
- okrogle obletnice rojstva ali smrti pomembnih verskih osebnosti
- sveto leto
- beatifikacija ali kanonizacija
- župnijski misijon

V navadi je tudi izdajanje podobic V spomin ob smrti tako vernih kot nevernih oseb.

## Galerija
- Sveti Alojzij Gonzaga
- Sveti Anton Puščavnik s pujskom
- Sveti Blaž daje Blažev blagoslov
- Poljska podobica španske božje služabnice Dore del Hoyo
- Sveta Helena
- Sveti Luka
- Papež Pij X., ob izdaji podobice še blaženi
- Prednja in ...
- ... zadnja stran podobice redovnih zaobljub sestre Celine Casati
- Zlata maša Alojzija Stroja